# 앤드루 리 포츠
앤드루 리 포츠(Andrew-Lee Potts, 1979년 10월 29일 ~ )는 잉글랜드의 배우이다.

## 출연 작품
- 프라이미벌
- 뉴 이어스 데이